# Via Paolina
Via Paolina är en gata i Rione Monti i Rom, vilken löper från Via Liberiana till Via dei Quattro Cantoni. 
Gatan är uppkallad efter Paulus V, som var påve mellan 1605 och 1621.

## Beskrivning
Via Paolina börjar vid Via Liberiana, som löper längs med basilikan Santa Maria Maggiores södra sida. Kyrkan benämns även Basilica Liberiana. I hörnet av Via Liberiana och Via Paolina sitter Mariabilden Madonna della Pietà, vilken bärs upp av två stuckänglar. Själva bilden härstammar från 1700- eller 1800-talet och den sattes upp på denna plats omkring år 1900 på initiativ av kardinal Francesco di Paola Cassetta. I motstående hörn är Palazzo Rospigliosi Borromeo beläget. Det uppfördes på 1600-talet för historikern och matematikern Giovanni Ciampini. Palatset hyser bland annat barockkapellet Maria Mater Misericordiae. Byggnaden har sedan dess genomgått ett flertal restaureringar och renoveringar och inrymmer numera Hotel Antico Palazzo Rospigliosi.
I början av Via Paolina återfinns därtill en liten fontän – Fontanella Paolina – utförd i klassicerande stil år 1930 av Marcellino Ginesi. Nedanför en blomsterfestong ses ett bevingat änglahuvud spruta vatten i en liten skål.
I närheten av dagens Via Paolina var det antika templet åt Juna Lucina beläget; det invigdes år 375 f.Kr.

## Bilder

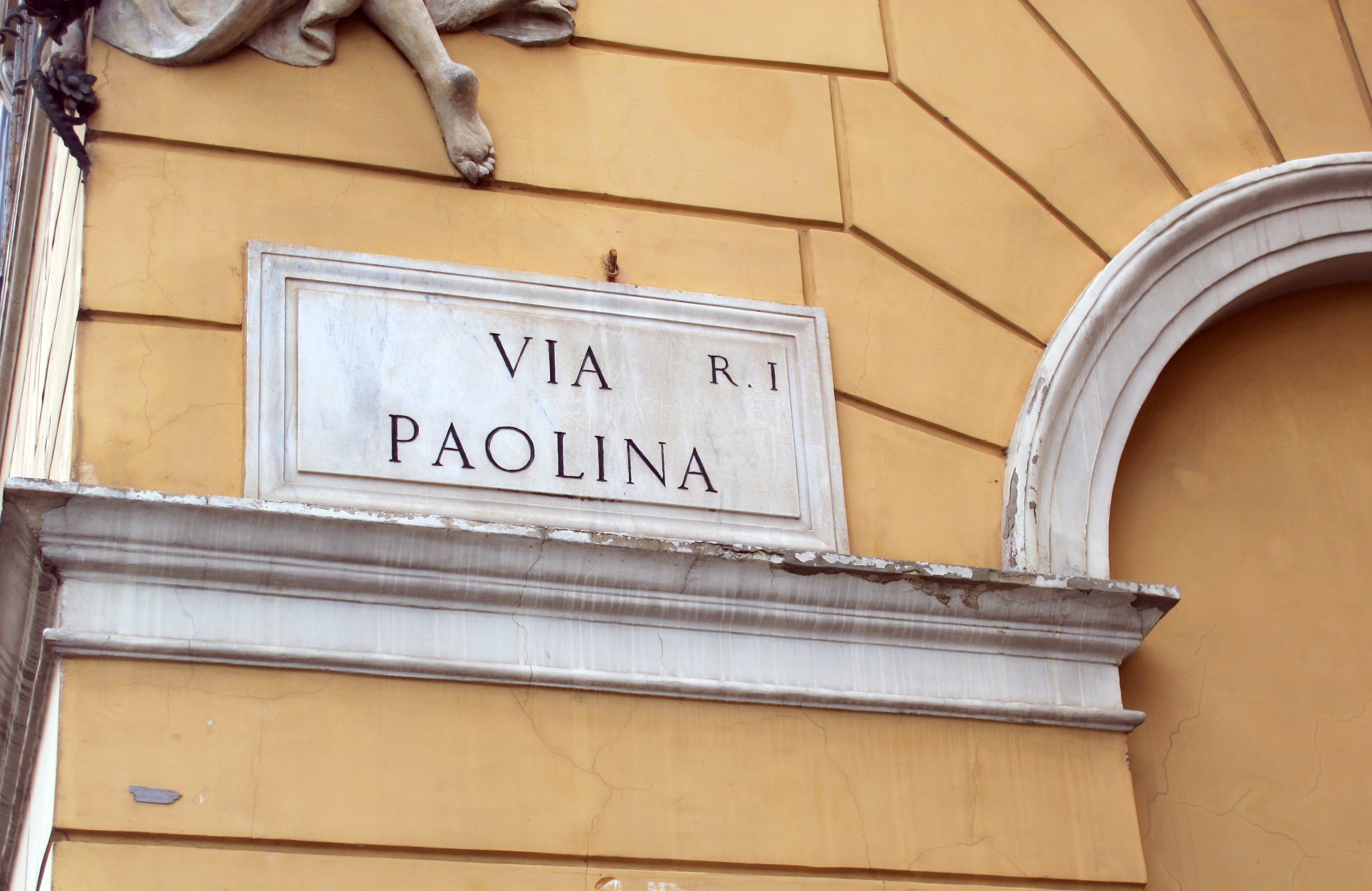
Gatuskylt.
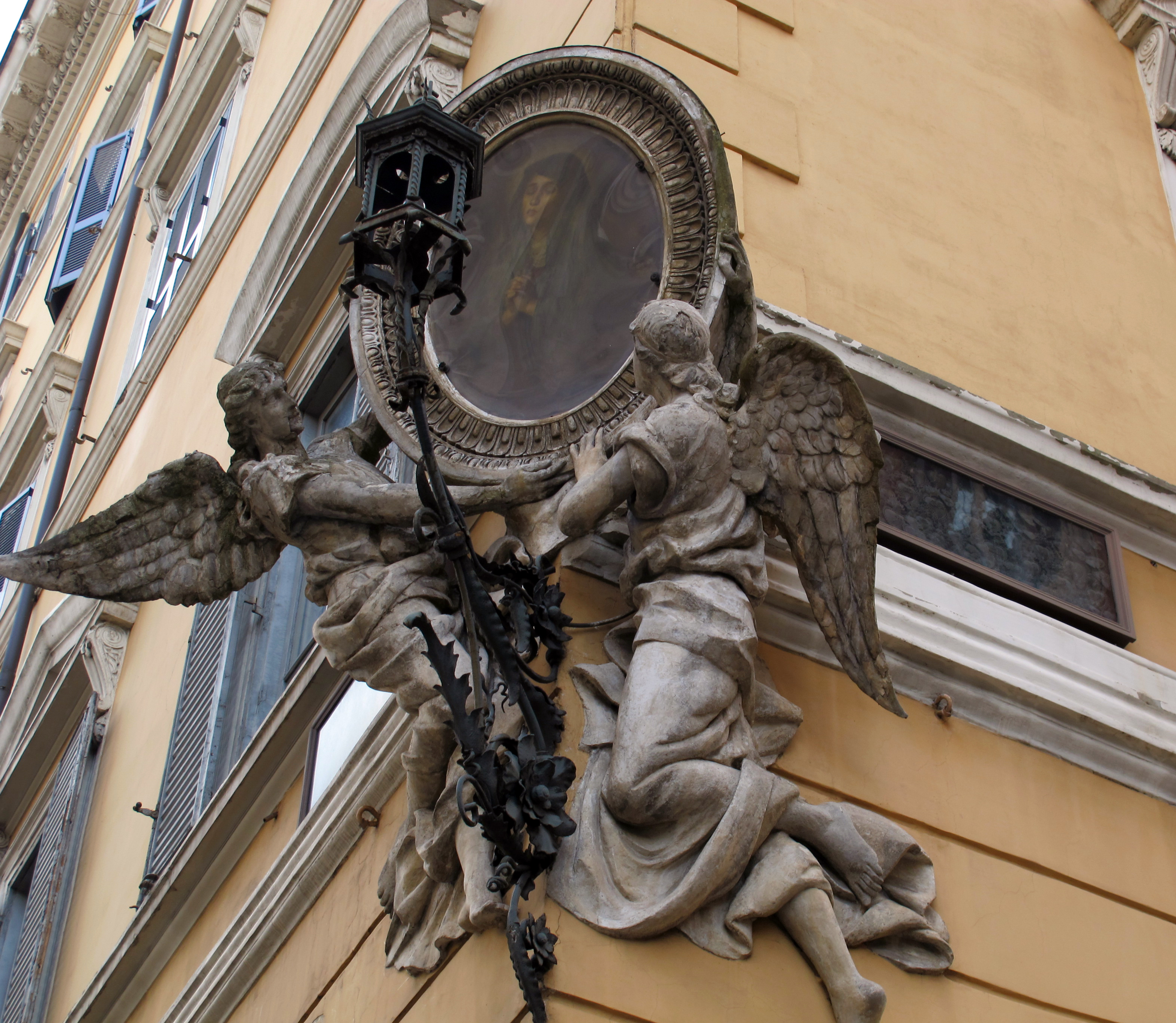
Mariabilden Madonna della Pietà, buren av två änglar.
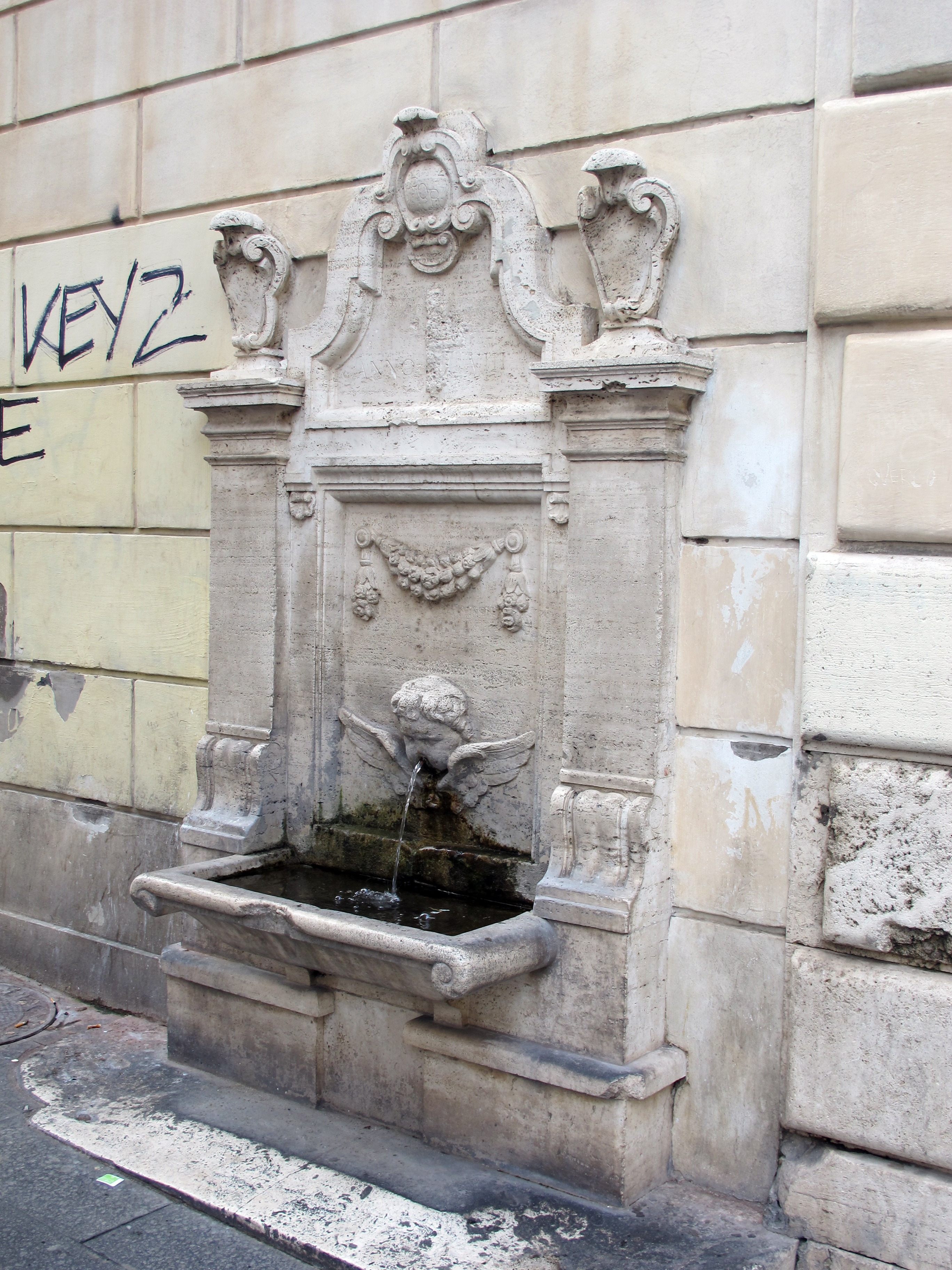
Fontanella di Via Paolina.